# Japanese Boy
Japanese Boy è il primo singolo della cantante scozzese Aneka, pubblicato nel maggio del 1981 dall'etichetta discografica Hansa.
Il singolo, contenuto nel primo ed unico album della cantante, Japanese Boy, è stato un successo in tutta l'Europa, raggiungendo le prime posizioni delle classifiche in Regno Unito, Irlanda, Svizzera e Svezia, vendendo in tutto circa cinque milioni di copie.
La canzone, scritta da Bobbie Heatlie e prodotta dallo stesso insieme a Neil Ross, si è rivelata l'unico grande successo della cantante, che non riuscì a bissare i risultati di questo singolo raggiungendo posizioni inferiori in classifica negli anni seguenti, scomparendo definitivamente dalle scene musicali nel 1985. La canzone, per questi motivi, è da considerarsi una one-hit wonder.

## Tracce
7" Single Hansa 103 349 [de]
12" Maxi Hansa 600 441
1. Japanese Boy - 3:53
2. Ae Fond Kiss - 3:48

## Classifiche
| Classifica (1981) | Posizione raggiunta |
| ----------------- | ------------------- |
| Regno Unito       | 1                   |
| Irlanda           | 1                   |
| Svizzera          | 1                   |
| Svezia            | 1                   |
| Germania          | 3                   |
| Austria           | 4                   |
| Francia           | 4                   |
| Norvegia          | 4                   |
| Paesi Bassi       | 7                   |
| Italia            | 22                  |

## Cover
Della canzone sono state incise varie cover, la prima delle quali è opera del gruppo musicale taiwanese S.H.E, pubblicata nell'album Encore del 2004, seguita dalla versione del gruppo dance giapponese Shanadoo nel 2007.
Nel 2008 è stata ripresa dagli svedesi Smile.dk per il loro album Party Around the World, mentre nel 2009 un'altra versione è stata realizzata dal gruppo rock svedese Sahara Hotnights per l'album Sparks.